# Baroševac
Baroševac (en serbe cyrillique : Барошевац) est une localité de Serbie située dans la municipalité de Lazarevac et sur le territoire de la Ville de Belgrade. Au recensement de 2011, elle comptait 1 054 habitants.
Baroševac est officiellement classé parmi les villages de Serbie.

## Géographie

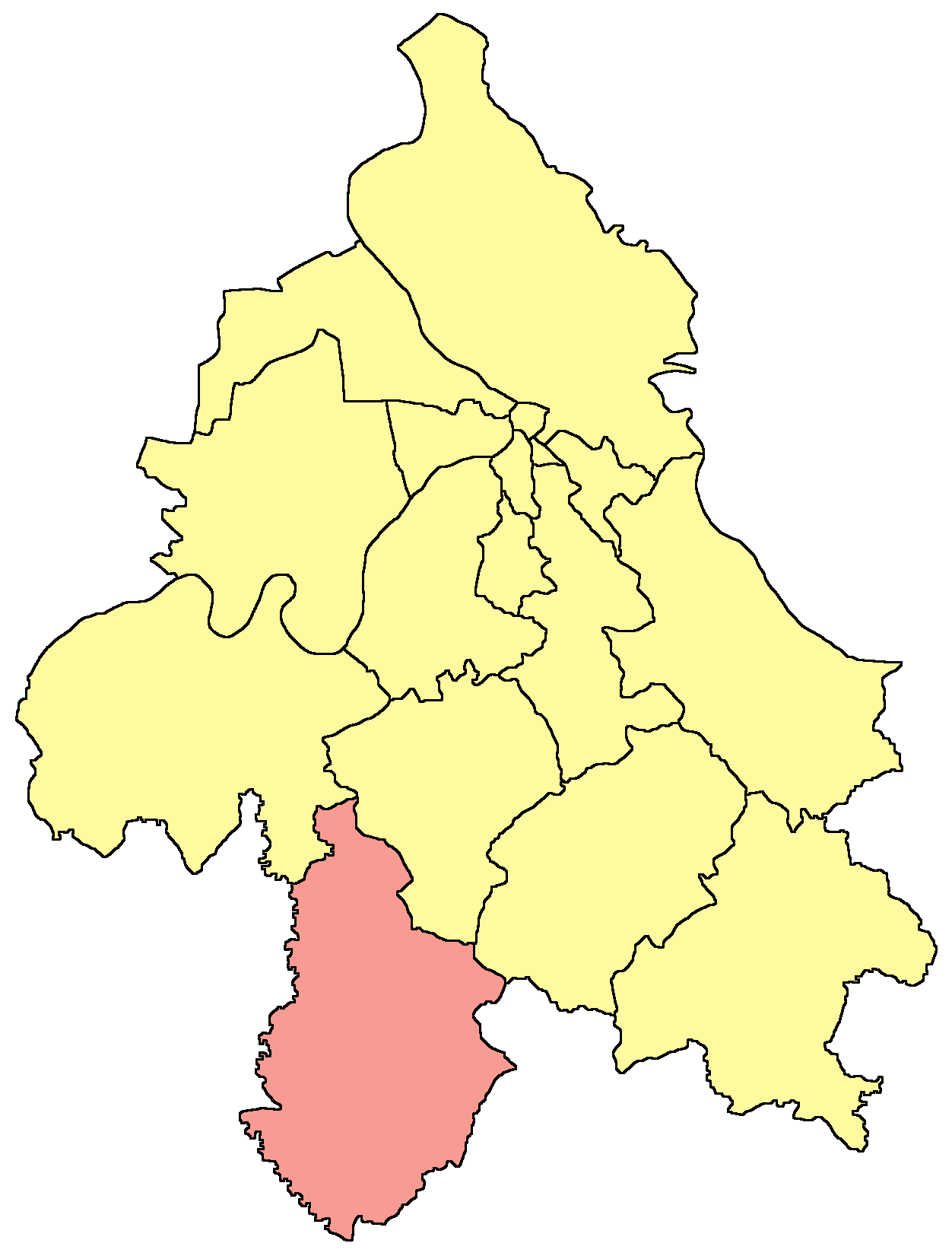
Localisation de la municipalité de Lazarevac dans la Ville de Belgrade

## Démographie

### Évolution historique de la population
| 1948  | 1953  | 1961  | 1971  | 1981  | 1991  | 2002  | 2011  |
| ----- | ----- | ----- | ----- | ----- | ----- | ----- | ----- |
| 1 070 | 1 139 | 1 212 | 1 219 | 1 293 | 1 315 | 1 260 | 1 054 |

|  |

### Données de 2002
Pyramide des âges (2002)
En 2002, l'âge moyen de la population était de 38,8 ans pour les hommes et 40,5 ans pour les femmes.
Répartition de la population par nationalités (2002)
En 2002, les Serbes représentaient 97,53 % de la population.

### Données de 2011
En 2011, l'âge moyen de la population était de 42,2 ans, 40,7 ans pour les hommes et 43,6 ans pour les femmes.

## Éducation
L'école élémentaire Milorad Labudović de Baroševac gère des annexes à Bistrica, Strmovo et Zeoke.